# ファースト・ドッグ 大統領のわんちゃん

## 概要
大統領の愛犬と児童養護施設の少年が出会い、4000㎞の旅に出るファミリーエンターテインメント。
国際ファミリー映画祭で最優秀脚本賞を受賞している。

## あらすじ
アメリカ合衆国大統領の愛犬テディーは、いつも大統領の傍を離れない。ある日、大統領が町で演説中に突然、銃声が聞こえた。その場はパニックになり大統領はすぐに演説場から離れてしまう。しかし、愛犬テディーは大統領を見失いそのまま置き去りにされてしまう。テディーは大統領を探すために、歩き始める。
一方、カリフォルニアの児童養護施設で暮らすダニーは少し内気な子供で他の子とはあまり打ち解けずにいた。
ある日、ダニーが川原にいると一匹の犬と出会う。その犬は、大統領の愛犬テディーであった。なんと、テディーは4000㎞も離れたカリフォルニアまで来てしまったのである。ダニーはそんなこととは知らずテディーと友達としての日々を過ごす。しかし、学校の友人にテディーのことが大統領の愛犬にそっくりだと言われ、ダニーはそこで大統領の犬だと気付く。だが、ダニーは友達のテディーとは離れたくないと思い、そのことは心の奥にしまった。ある朝、ダニーがテレビを見ていると、大統領が「自分が正しいと思うことをしてください」と演説をしている場面を目撃してしまう。悩み悩んだ末、ダニーは一人でワシントン州のホワイトハウスまでテディーを届けに行くことに決意する。その道中、ダニーは様々な人と出会い大人へと成長していく。ダニーは本当にテディーを大統領のいるホワイトハウスへと帰せるのだろうか？

## キャスト
ダニー・ミルブライト - ジョン・ポール・ハワード
アメリカ大統領 - エリック・ロバーツ
ジュン・エンジェル - ブリシラ・バーンズ
大統領夫人 - エリザ・ロバーツ

## キャッチフレーズ
・迷子の犬と少年が、ホワイトハウスを目指して4000㎞の旅に出た!
・君とならどこへだって行ける。